# The Turtles
The Turtles é uma banda norte-americana de pop rock e folk rock, mais conhecida pelas canções "Happy Together", de 1967, e "Surfer Dan", que fez parte da trilha sonora da novela Beto Rockfeller, da TV Tupi.
A banda californiana do vocalista Howard Kaylan, originalmente um grupo de surf-rock, foi criada em 1965 com o nome de "Crossfires from the Planet Mars".
A banda foi formada em Westchester, Los Angeles, pelos amigos de escola Kaylan, Volman, Al Nichol, Chuck Portz, Don Murray e Jim Tucker.
Aderindo à tendência musical vigente, rebatizou-se como um grupo de folk rock sob o nome Tyrtles, um erro de ortografia intencionalmente estilizado inspirado pelos Byrds e pelos Beatles. No entanto, a ortografia da moda não sobreviveu por muito tempo.
Tal como aconteceu com os Byrds, The Turtles alcançou o sucesso com um cover de uma canção de Bob Dylan. "It Ain't Me Babe" atingiu a Billboard Top 10 no final do verão de 1965, e foi a faixa-título do primeiro álbum da banda.
Seu segundo single, "Let Me Be", alcançou o Top 30, enquanto seu terceiro hit, "You Baby", apareceu no Top 20 no início de 1966. O segundo álbum da banda, "You Baby", não conseguiu chegar aos Top LPs da Billboard e, de vários singles lançados em 1966, "Grim Reaper of Love" e "Can I Get to Know You Better" mal entrou na Billboard Hot 100.